# Kirby (Arkansas)
Kirby es un lugar designado por el censo (en inglés, census-designated place, CDP) ubicado en el condado de Pike, Arkansas, Estados Unidos. Según el censo de 2020, tiene una población de 721 habitantes.
La principal actividad económica en la localidad es el turismo, con varios hoteles, alojamientos y marinas sobre el lago Greeson.

## Geografía
La localidad está ubicada en las coordenadas 34°15′15″N 93°39′18″O / 34.25417, -93.65500. Según la Oficina del Censo de los Estados Unidos, tiene una superficie total de 39.89 km², de la cual 37.50 km² corresponden a tierra firme y 2.39 km² son agua.

## Demografía
Según el censo de 2020, hay 721 personas residiendo en Kirby. La densidad de población es de 19,23 hab./km². El 89.6% de los habitantes son blancos, el 0.7% son amerindios, el 2.8% son de otras razas y el 6.9% son de una mezcla de razas. Del total de la población, el 3.9% son hispanos o latinos de cualquier raza.